# Referéndum de Italia de 2011
El referéndum de Italia de 2011 se celebró del domingo 12 al lunes 13 de junio de 2011.
El elector tiene la facultad de votar por una o algunas de las preguntas del referéndum.
Para que el referéndum sea válido, debe acudir a las urnas el 50% más uno de los votantes con derecho al voto. Si vence el SÍ, derogarán las normas bajo planteo del referéndum, si vence el NO, permanecerán en vigor las normas objeto de preguntas.
Los electores llamados al voto son 47.357.878, más 3.236.990 residentes en el extranjero. El quórum por alcanzar para la validez de la consulta es del 50% más uno (25.297.425).

## Las preguntas

### Primera pregunta
- Color del voto: Rojo.
- Título: Procedimientos de adjudicación y gestión de los servicios públicos locales de importancia económica. Derogación.
- Descripción: La cuestión prevé la derogación de las normas que actualmente permiten de encomendar la gestión de los servicios públicos locales a operadores económicos privados.

### Segunda pregunta
- Color del voto: Amarillo.
- Título: Determinación de la tarifa del servicio integral del agua sobre la base de la adecuada remuneración del capital invertido. Derogación parcial de la norma.
- Descripción: La pregunta propone la derogación de las normas que establecen la determinación de las tarifas para el suministro de agua, el cual importe prevé actualmente aún la remuneración del capital invertido del gestor.

### Tercera pregunta
- Color del voto: Gris.
- Título: Derogación de los artículos 1 y 8 del artículo 5 del 31 de marzo de 2011 n.34, convertido con modificaciones de la ley 26 de mayo de 2011, n.75: Derogación parcial de las normas.
- Descripción: La pregunta propone la derogación de las nuevas normas que permiten la producción en el territorio nacional de energía eléctrica nuclear.

### Cuarta pregunta
- Color del voto: Verde.
- Título: Derogación de las normas de la Ley 7 de abril de 2010, n. 51, en relación legítimo impedimento del Presidente del Consejo de Ministros y de los Ministros a comparecer en audiencia penal, de conformidad con la sentencia n. 23 del 2011 de la Corte Constitucional.
- Descripción: La pregunta propone la derogación de las normas en materia de legítimo impedimento del Presidente del Consejo de Ministros y de los Ministros a comparecer en audiencia penal, de conformidad con la sentencia n. 23 del 2011 de la Corte Constitucional.

## Posición de las principales fuerzas políticas

### Partidos representados en el Parlamento
| Partido                                         | Primera pregunta | Segunda pregunta | Tercera pregunta | Cuarta pregunta  |
| ----------------------------------------------- | ---------------- | ---------------- | ---------------- | ---------------- |
| Alianza para Italia                             | SÍ               | SÍ               | SÍ               | SÍ               |
| Futuro y Libertad para Italia                   | libertad de voto | libertad de voto | libertad de voto | libertad de voto |
| Italia de los Valores                           | SÍ               | SÍ               | SÍ               | SÍ               |
| Liga Norte                                      | libertad de voto | libertad de voto | libertad de voto | libertad de voto |
| Movimiento por la Autonomía                     | SÍ               | SÍ               | SÍ               | SÍ               |
| Partido Democrático                             | SÍ               | SÍ               | SÍ               | SÍ               |
| El Pueblo de la Libertad                        | libertad de voto | libertad de voto | libertad de voto | libertad de voto |
| Radicales italianos                             | libertad de voto | libertad de voto | SÍ               | SÍ               |
| Partido Popular Sudtirolés                      | SÍ               | SÍ               | SÍ               | SÍ               |
| Unión de los Demócratas Cristianos y del Centro | NO               | NO               | libertad de voto | SÍ               |

## Resultados

### Primera pregunta
Procedimientos de adjudicación y gestión de los servicios públicos locales de importancia económica. Derogación.
|                           | Total      | porcentual (%) | porcentual (%)       |                  |
| ------------------------- | ---------- | -------------- | -------------------- | ---------------- |
| Electores                 | 50.594.868 |                |                      |                  |
| Votantes                  | 27.637.945 | 54,81 %        | (sobre n. electores) | Quórum alcanzado |
| Votos en blanco           | 289.325    | 1,04 %         | (sobre n. votantes)  |                  |
| Votos nulos               | 147.205    | 0,53 %         | (sobre n. votantes)  |                  |
| Impugnadas y no asignadas | 548        | 0,00 %         | (sobre n. votantes)  |                  |

|                      |    | Votos      | %       |
| -------------------- | -- | ---------- | ------- |
| Respuesta afirmativa | Sí | 25.935.372 | 95,35 % |
| Respuesta negativa   | No | 1.265.495  | 4,65 %  |
| Total votos válidos  |    | 27.200.867 | 100%    |

### Segunda pregunta
Determinación de la tarifa del servicio integral del agua sobre la base de la adecuada remuneración del capital invertido. Derogación parcial de la norma.
|                           | Total      | porcentual (%) | porcentual (%)       |                  |
| ------------------------- | ---------- | -------------- | -------------------- | ---------------- |
| Electores                 | 50.594.868 |                |                      |                  |
| Votantes                  | 27.642.457 | 54,82 %        | (sobre n. electores) | Quórum alcanzado |
| Votos en blanco           | 229.595    | 0,83 %         | (sobre n. votantes)  |                  |
| Votos nulos               | 135.188    | 0,48 %         | (sobre n. votantes)  |                  |
| Impugnadas y no asignadas | 398        | 0,00 %         | (sobre n. votantes)  |                  |

|                      |    | Votos      | %       |
| -------------------- | -- | ---------- | ------- |
| Respuesta afirmativa | Sí | 26.130.637 | 95,80 % |
| Respuesta negativa   | No | 1.146.639  | 4,20 %  |
| Total votos válidos  |    | 27.277.276 | 100%    |

### Tercera pregunta
Derogación de los artículos 1 y 8 del artículo 5 del 31 de marzo de 2011 n.34, convertido con modificaciones de la ley 26 de mayo de 2011, n.75: Derogación parcial de las normas para permitir la construcción de nuevas centrales nucleares.
|                           | Total      | porcentual (%) | porcentual (%)       |                  |
| ------------------------- | ---------- | -------------- | -------------------- | ---------------- |
| Electores                 | 50.594.868 |                |                      |                  |
| Votantes                  | 27.624.922 | 54,79 %        | (sobre n. electores) | Quórum alcanzado |
| Votos en blanco           | 219.505    | 0,79 %         | (sobre n. votantes)  |                  |
| Votos nulos               | 139.236    | 0,50 %         | (sobre n. votantes)  |                  |
| Impugnadas y no asignadas | 439        | 0,00 %         | (sobre n. votantes)  |                  |

|                      |    | Votos      | %       |
| -------------------- | -- | ---------- | ------- |
| Respuesta afirmativa | Sí | 25.643.652 | 94,05 % |
| Respuesta negativa   | No | 1.622.090  | 5,95 %  |
| Total votos válidos  |    | 27.265.742 | 100%    |

### Cuarta pregunta
Derogación de las normas de la Ley 7 de abril de 2010, n. 51, en relación legítimo impedimento del Presidente del Consejo de Ministros y de los Ministros a comparecer en audiencia penal, de conformidad con la sentencia n. 23 del 2011 de la Corte Constitucional.
|                           | Total      | porcentual (%) | porcentual (%)       |                  |
| ------------------------- | ---------- | -------------- | -------------------- | ---------------- |
| Electores                 | 50.594.868 |                |                      |                  |
| Votantes                  | 27.622.369 | 54,78 %        | (sobre n. electores) | Quórum alcanzado |
| Votos en blanco           | 272.883    | 0,98 %         | (sobre n. votantes)  |                  |
| Votos nulos               | 149.902    | 0,54 %         | (sobre n. votantes)  |                  |
| Impugnadas y no asignadas | 423        | 0,00 %         | (sobre n. votantes)  |                  |

|                      |    | Votos      | %       |
| -------------------- | -- | ---------- | ------- |
| Respuesta afirmativa | Sí | 25.736.273 | 94,62 % |
| Respuesta negativa   | No | 1.462.888  | 5,38 %  |
| Total votos válidos  |    | 27.199.161 | 100%    |

### Resultados en las regiones
| Región               | Porcentual de votantes | Primera pregunta | Segunda pregunta | Tercera pregunta | Cuarta pregunta  |
| -------------------- | ---------------------- | ---------------- | ---------------- | ---------------- | ---------------- |
| Valle d'Aosta        | 60,85%                 | Sì 96,6% No 3,4% | Sì 97,0% No 3,0% | Sì 95,2% No 4,8% | Sì 95,8% No 4,2% |
| Piamonte             | 59,00%                 | Sì 94,7% No 5,3% | Sì 95,2% No 4,8% | Sì 93,1% No 6,9% | Sì 94,3% No 5,7% |
| Liguria              | 59,45%                 | Sì 95,7% No 4,3% | Sì 96,2% No 3,8% | Sì 94,0% No 6,0% | Sì 95,0% No 5,0% |
| Lombardía            | 54,40%                 | Sì 93,4% No 6,6% | Sì 94,1% No 5,9% | Sì 91,6% No 8,4% | Sì 93,2% No 6,8% |
| Trentino-Alto Adige  | 64,60%                 | Sì 96,8% No 3,2% | Sì 97,1% No 2,9% | Sì 96,1% No 3,9% | Sì 96,3% No 3,7% |
| Véneto               | 58,90%                 | Sì 94,7% No 5,3% | Sì 95,3% No 4,7% | Sì 93,5% No 6,5% | Sì 93,7% No 6,3% |
| Friuli-Venecia Julia | 58,20%                 | Sì 95,0% No 5,0% | Sì 95,6% No 4,4% | Sì 93,4% No 6,6% | Sì 93,9% No 6,1% |
| Emilia-Romagna       | 64,15%                 | Sì 95,0% No 5,0% | Sì 95,4% No 4,6% | Sì 94,3% No 5,7% | Sì 95,0% No 5,0% |
| Toscana              | 63,60%                 | Sì 95,7% No 4,3% | Sì 96,0% No 4,0% | Sì 95,1% No 4,9% | Sì 95,5% No 4,5% |
| Marche               | 61,60%                 | Sì 95,9% No 4,1% | Sì 96,3% No 3,7% | Sì 95,2% No 4,8% | Sì 95,3% No 4,7% |
| Umbría               | 59,20%                 | Sì 95,5% No 4,5% | Sì 96,1% No 3,9% | Sì 94,7% No 5,3% | Sì 95,1% No 4,9% |
| Lazio                | 58,90%                 | Sì 96,3% No 3,7% | Sì 96,9% No 3,1% | Sì 95,1% No 4,9% | Sì 95,5% No 4,5% |
| Abruzzo              | 57,50%                 | Sì 96,4% No 3,5% | Sì 97,0% No 3,0% | Sì 95,7% No 4,3% | Sì 95,6% No 4,4% |
| Molise               | 58,70%                 | Sì 97,4% No 2,6% | Sì 97,8% No 2,2% | Sì 96,8% No 3,2% | Sì 96,5% No 3,5% |
| Campania             | 52,03%                 | Sì 97,8% No 2,2% | Sì 98,1% No 1,9% | Sì 96,7% No 3,3% | Sì 96,8% No 3,2% |
| Basilicata           | 54,35%                 | Sì 97,3% No 2,7% | Sì 97,7% No 2,3% | Sì 96,8% No 3,2% | Sì 96,7% No 3,3% |
| Puglia               | 52,50%                 | Sì 97,3% No 2,7% | Sì 97,6% No 2,4% | Sì 96,7% No 3,3% | Sì 96,4% No 3,6% |
| Calabria             | 50,35%                 | Sì 98,0% No 2,0% | Sì 98,3% No 1,7% | Sì 97,3% No 2,7% | Sì 96,9% No 3,1% |
| Sicilia              | 52,70%                 | Sì 97,6% No 2,4% | Sì 97,9% No 2,1% | Sì 96,5% No 3,5% | Sì 96,2% No 3,8% |
| Cerdeña              | 58,60%                 | Sì 98,2% No 1,8% | Sì 98,5% No 1,5% | Sì 98,4% No 1,6% | Sì 96,5% No 3,5% |